# Libitiella
Libitiella is een geslacht van hooiwagens uit de familie Cosmetidae.
De wetenschappelijke naam Libitiella is voor het eerst geldig gepubliceerd door Roewer in 1947. 

## Soorten
Libitiella is monotypisch en omvat slechts de volgende soort:
- Libitiella bipunctata